# Arête

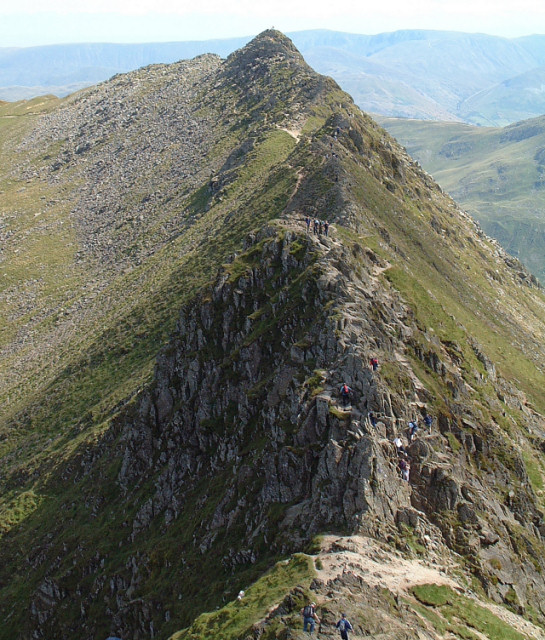
Lo Striding Edge, un arête visto dall'Helvellyn con il circo (corrie) Red Tarn alla sinistra e il Nethermost Cove alla destra

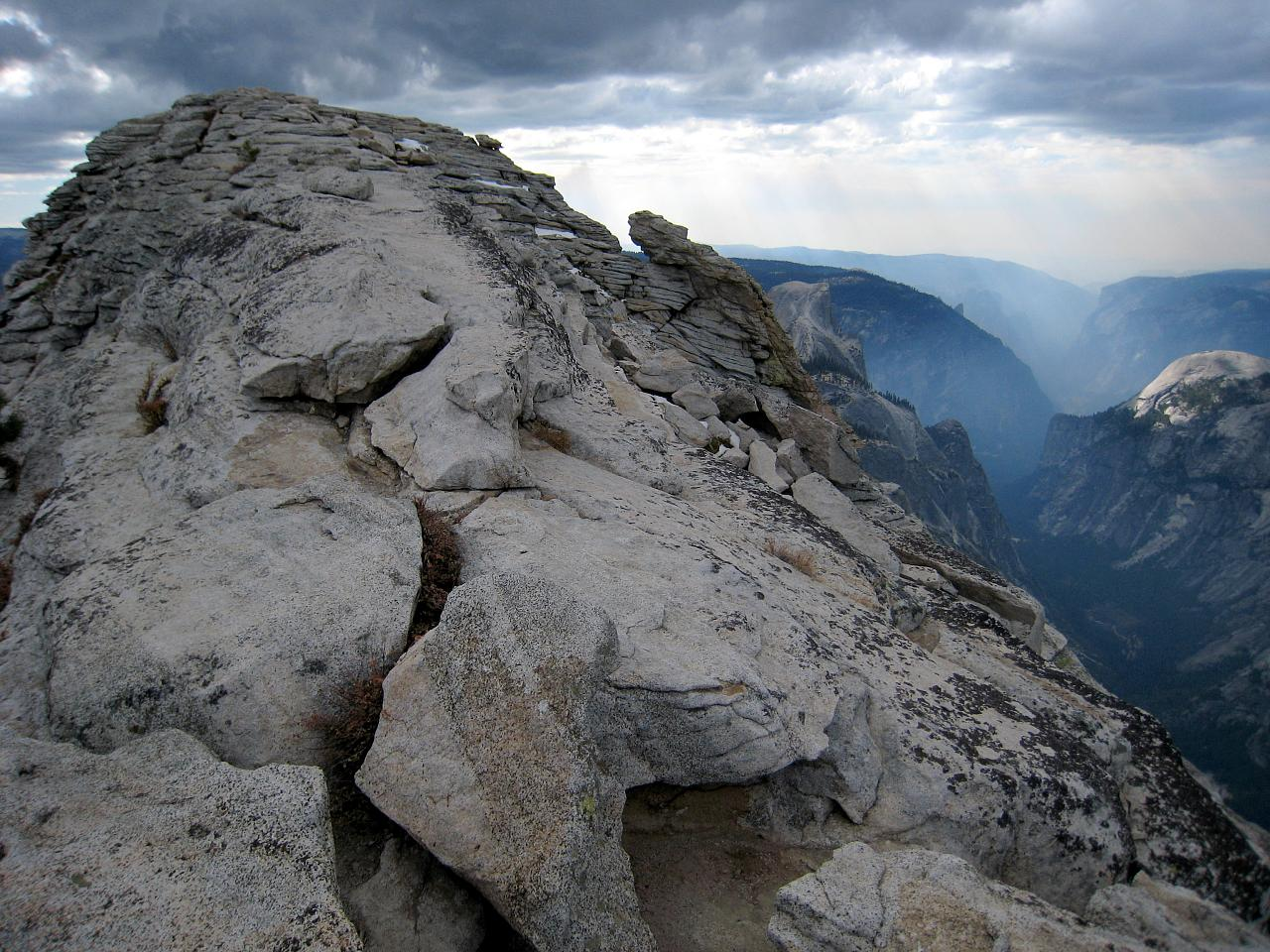
Il Clouds Rest nel Yosemite National Park è un arête.

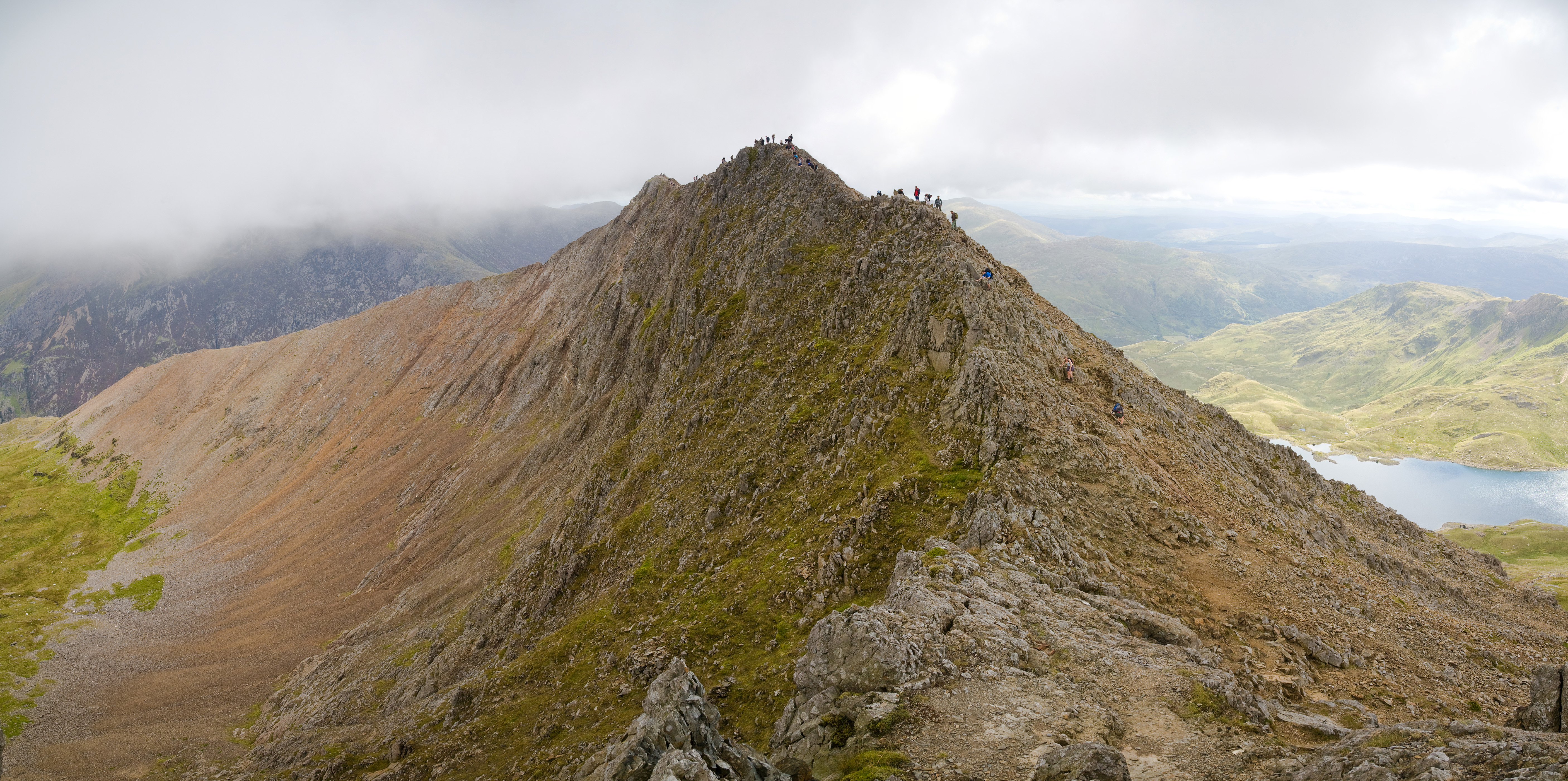
Il Crib Goch, Snowdonia, è un arête

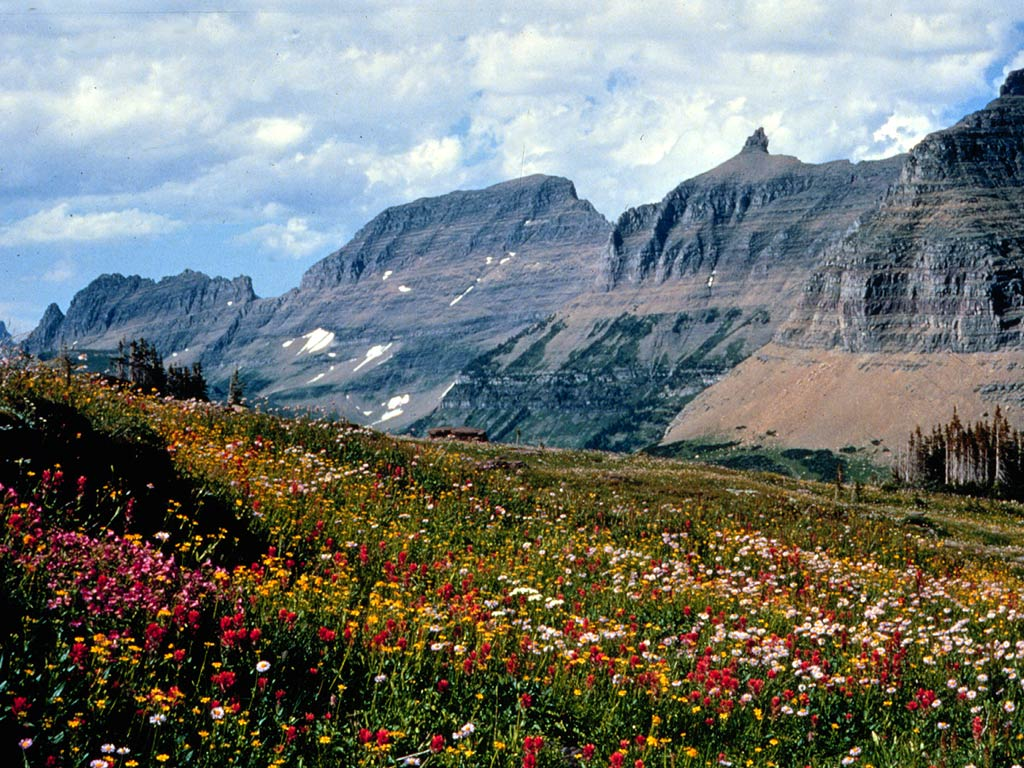
Il Garden Wall, un arête nel Glacier National Park (U.S.A.)

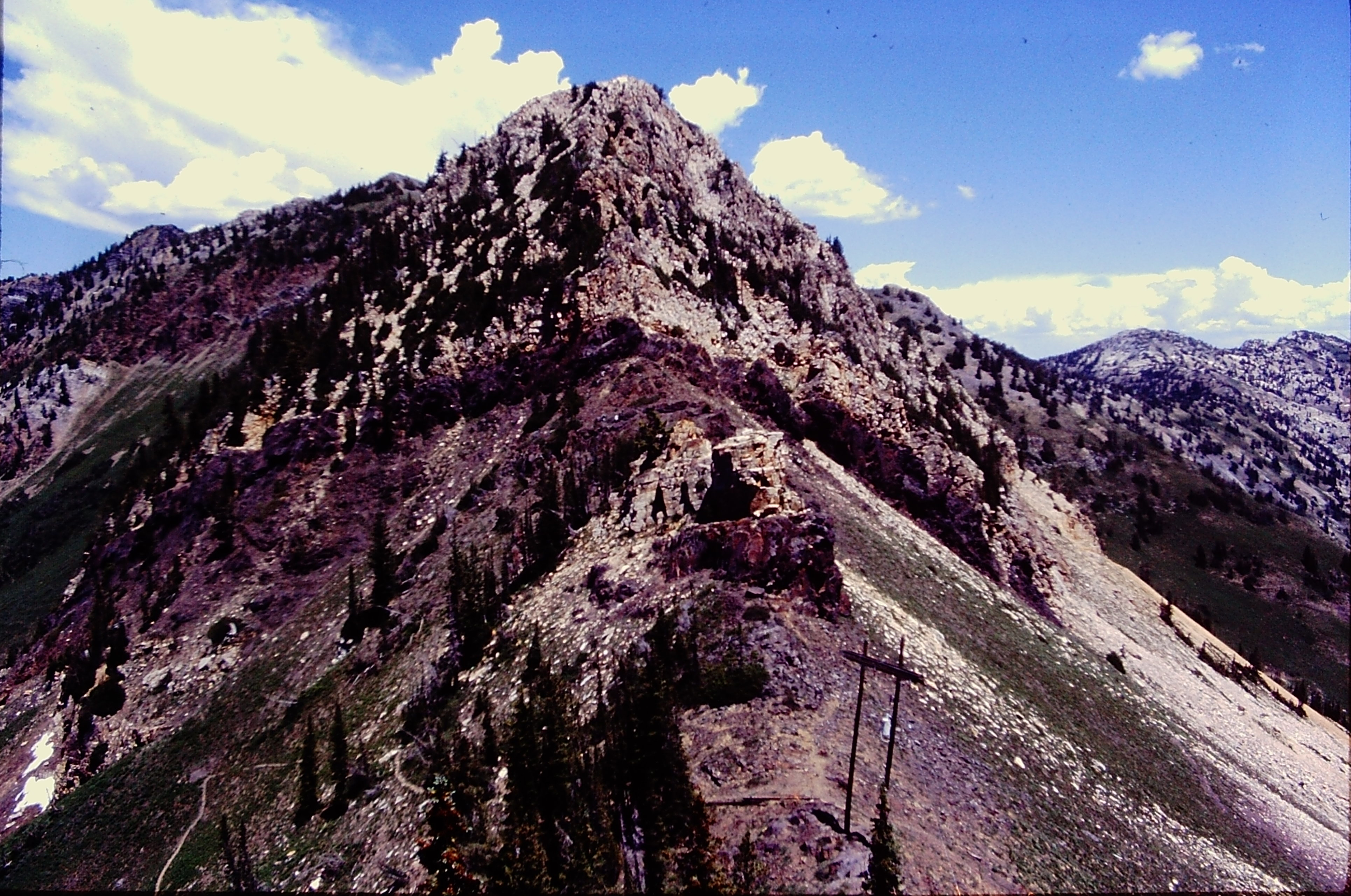
Nella foto, l'arête tra il Big Cottonwood Canyon e il Little Cottonwood Canyon, Utah, compreso il Boundary Peak.

Un arête è una cresta di roccia sottile, quasi a lama di coltello, che di solito si forma quando due ghiacciai erodono valli a forma di U parallele. Gli arête possono anche spesso formarsi quando due circhi opposti erodono le loro testate, portando così allo "smantellamento della cresta che li separa" e lasciando un passo a forma di sella, chiamato appunto sella o col. Il bordo è spesso affilato a causa del processo crioclastico di congelamento/scongelamento. Il termine "arête" in realtà denota la sua origine francese che significa spina di pesce. Nelle Alpi questa caratteristica la si descrive con il termine tedesco equivalente Grat o Kamm (pettine).
Laddove tre o più circhi si incontrano, viene a formarsi un picco piramidale.

## Cleaver
Il termine inglese cleaver indica un tipo di arête che separa un flusso unificato di ghiaccio dal suo versante ripido in due ghiacciai che si fiancheggiano scorrendo paralleli alla cresta. Il nome deriva dalla somiglianza con la mannaia che taglia la carne in due parti. Un cleaver può essere paragonato a un'isola situata in un fiume. Di solito le fronti dei due ghiacciai fiancheggianti fondono prima che le loro colate possano di nuovo ricongiungersi, analogamente alla situazione (estremamente rara) di due rami di un fiume che inaridiscono, prima che le loro acque arrivino a valle dell'isola, per evaporazione o assorbimento del terreno.

## Esempi
Notevoli esempi di arête sono:
- Il Knife Edge, su Mount Katahdin, Maine
- Il Clouds Rest, nella Sierra Nevada, California
- The Minarets, nella Sierra Nevada, California
- Il Garden Wall, nel Glacier National Park, Montana
- La Peineta, nelle Ande della Regione di Los Ríos, Cile
- Crib Goch, nel Snowdonia National Park, Galles
- Striding Edge nel Distretto dei Laghi, Inghilterra
- The Catwalk, nel Olympic National Park, Washington
- L'arête Carn Mor Dearg sul Ben Nevis, Scozia.
- Il One Man's Pass sulle Sliabh Liag, Irlanda
- Il Mazeno, nel massiccio del Nanga Parbat.